# Katholikos van alle Armeniërs
De Katholikos van alle Armeniërs (meervoud Katholikoi) (ook bekend als de Armeense Paus (Վեհափառ, Vehapar of Վեհափառ Հայրապետ, Vehapar Hayrapet), is de hoogste bisschop en geestelijk leider van de nationale kerk van Armenië, de Armeens-Apostolische Kerk, en de wereldwijde Armeense diaspora.

## Geschiedenis
Volgens de traditie brachten de apostelen Sint Thaddeüs en Sint Bartolomeüs het christendom naar Armenië in de eerste eeuw. Gregorius de Verlichter werd de eerste Katholikos van Alle Armeniërs nadat de natie in 301 na Christus het christendom als haar officiële religie aannam. De zetel van de Katholikos, en het geestelijke en administratieve hoofdkwartier van de Armeense Kerk, is de Moederkerk van Heilig Etsjmiadzin, gelegen in de stad Vagharsjapat.

## Andere namen
De Katholikos van alle Armeniërs wordt door de buitenlandse media vaak de Armeense Paus genoemd.